# Bolívar TV
Bolívar TV es un canal regional venezolano de carácter comunitario, con base en la población de Aroa, fundado en julio de 2004 y puede ser visto por la comunidad de Aroa en el Municipio Bolívar del estado venezolano de Yaracuy en la frecuencia UHF por el canal 67. Kamal Mahmud Hazan es el legal fundador y representante de los operadores del canal (la fundación comunitaria de "La Sultana del Cobre").